# Archipiélago Wellington
Archipiélago Wellington är öar i Chile. De ligger i den södra delen av landet, 1 800 km söder om huvudstaden Santiago de Chile.
I omgivningarna runt Archipiélago Wellington växer i huvudsak barrskog. Trakten runt Archipiélago Wellington är nära nog obefolkad, med mindre än två invånare per kvadratkilometer.